# Щучье (Юргамышский район)
Щучье — деревня в Юргамышском районе Курганской области. Входит в состав Кислянского сельсовета.

## История
До 1917 года в составе Кислянской волости Челябинского уезда Оренбургской губернии. По данным на 1926 год состояла из 165 хозяйств. В административном отношении являлась центром Щучанского сельсовета Юргамышского района Курганского округа Уральской области.

## Население
| 1989 | 2002 | 2010 |
| ---- | ---- | ---- |
| 138  | ↘118 | ↘60  |

По данным переписи 1926 года в деревне проживало 796 человек (361 мужчина и 435 женщин), в том числе: русские составляли 100 % населения.